# 岡本良知
岡本 良知（おかもと よしとも、1900年2月20日 - 1972年8月6日）は、日本の歴史学者。専門は、南蛮時代日欧交渉史、キリシタン史など。

## 経歴
富山県富山市出身。1922年東京外国語学校ポルトガル語部卒業、スペイン語部専修科修了。同年、日本産業協会ブラジル国独立100年記念万国博覧会臨時出品部書記として、リオデジャネイロに着任する。1925年日葡協会主事、1930-31年まで資料調査のためにヨーロッパに滞在し、1933年東京高等拓殖学校教授となる。1938年宮崎高等農林学校講師、1942年法政大学高等師範部講師、1943年東洋堂常務取締役、1952年立正大学専任講師、1955年別府大学教授、1957年亜細亜大学教授、1965年上智大学兼任教授をそれぞれ務めた。1972年、亜細亜大学を定年退職した。72歳没。

## 著書

### 単著
- 『ポルトガルを訪ねる』日葡協会 1930
- 『長崎開港以前欧舶来往考』日東書院 1932
- 『十六世紀日欧交通史の研究』弘文荘 1936（六甲書房、1942　原書房、1974）
- 『十六世紀世界地図上の日本』弘文荘 1938
- 『天正十四年大坂城謁見記』笠原書店 1942
- 『中世モルッカ諸島の香料』東洋堂 1944
- 『桃山時代のキリスト教文化』東洋堂 1948
- 『吉利支丹洋画史序説』昭森社 1953
- 『南蛮屏風考』昭森社 1955
- 『豊臣秀吉 南蛮人の記録による』中公新書 1963
- 『日本の美術 第19 南蛮美術』平凡社 1965
- 『十六世紀における日本地図の発達』八木書店 1973
- 『キリシタンの時代 その文化と貿易』高瀬弘一郎編 八木書店 1987

### 共著
- 『南蛮屏風』高見沢忠雄共著 鹿島研究所出版会 1970

### 翻訳
- ジョルダン・ア・デ・フレイタス『初期耶蘇教徒編述日本語学書研究』日葡協会 1929
- ルイス・フロイス『九州三侯遣欧使節行記』訳註 東洋堂 1942
- シリング『日本に於ける耶蘇会の学校制度』東洋堂 1943
- ルイス・フロイス『九州三侯遣欧使節行記 続編』アンリー・ベルナール、ジエ・ア・ア・ピント共編訳 東洋堂 1949
- ジェロニモ・デ・アンジェリス,ディオゴ・カルワーリュ共著 H.チースリク編『北方探検記 元和年間に於ける外国人の蝦夷報告書』吉川弘文館 1962

## 論文
- 岡本良知